# Gameplay
 For alternative betydninger, se Gameplay (magasin).
Gameplay er essentielt en betegnelse for hvordan spilleren via interaktion gennemfører udfordringerne i et computerspil. Termen er før beskrevet som "det spilleren gør". Gameplay er ofte en betydningsfuld faktor i en anmelders vurdering, af et spils underholdsningsværdi og levetid.
Gameplays varierer mellem spil, hvor nogle titler benytter meget simple koncepter, kan andre kombinere flere former for tidligere kendte gameplays, sammen til et komplekst hele. Pacman benytter eksempelvis et relativt simpelt spilkoncept, mens en titel som WarCraft III kombinerer flere genre, RTS og RPG.
- Wikimedia Commons har flere filer relateret til Gameplay

| computerspil | Spire Denne computerspilsrelaterede artikel er en spire som bør udbygges. Du er velkommen til at hjælpe Wikipedia ved at udvide den. |